# جيمس فيليبس
جيمس فيليبس (بالإنجليزية: James Phillips)‏ (26 سبتمبر 1849 - 31 يناير 1905 في المملكة المتحدة) هو لاعب كريكت بريطاني (وحمل سابقاً جنسية المملكة المتحدة لبريطانيا العظمى وأيرلندا).